# JetSmart
JetSmart Airlines SpA ist eine chilenische Billigfluggesellschaft mit Sitz in Santiago. Gegründet wurde sie von der US-amerikanischen Private-Equity-Gesellschaft Indigo Partners, die auch die US-amerikanische Frontier Airlines, die mexikanische Volaris und die ungarische Airline Wizz Air kontrolliert. Die Hauptbasis von JetSmart ist der Flughafen Santiago de Chile. Die Fluglinie startete den kommerziellen Betrieb am 25. Juli 2017 mit der Verbindung Santiago – Calama.

## Geschichte
JetSmart beantragte ihr Air Operator Certificate (AOC) am 26. Januar 2017; es wurde im Juni 2017 erteilt. Sie nahm den Betrieb mit drei Airbus A320ceo mit Flügen innerhalb Chiles auf. Es ist geplant, den Betrieb auf den südamerikanischen Markt zu erweitern. In der Zukunft will JetSmart den neuen A320neo einsetzen.
Am 4. Dezember 2019 wurde Norwegian Air Argentina von der Muttergesellschaft Norwegian Air Shuttle für einen nicht genannten Betrag an JetSmart verkauft, die mit sofortiger Wirkung den Betrieb der Fluggesellschaft übernimmt. Für die Monate nach dem Verkauf hatte JetSmart geplant, die Marke Norwegian auslaufen zu lassen und die Fluggesellschaft in die eigene argentinische Fluggesellschaft JetSmart Argentina zu integrieren. Die drei Boeing 737-Flugzeuge von Norwegian Air Argentina, die sich im Besitz von Norwegian Air Shuttle befinden, jedoch in Argentinien registriert waren, gehörten nicht zu den Vermögenswerten des Unternehmens, die an JetSmart verkauft wurden. Es ist geplant, dass sie wieder in den europäischen Betrieb von Norwegian Air Argentina zurückkehren, während JetSmart an ihrer Stelle Flugzeuge der Airbus A320-Familie einsetzen wird.

## Flugziele
JetSmart plant, die Flotte 2018 auf bis zu 10 Flugzeuge auszubauen. Hauptkonkurrenten sind LATAM Airlines, Sky Airline und Latin American Wings.
JetSmart startete 2017 mit Verbindungen nach Antofagasta (Flughafen Antofagasta), Calama (Flughafen Calama), Copiapó (Desierto de Atacama Airport), Concepción (Flughafen Concepción), La Serena (Flughafen La Florida), Puerto Montt (El Tepual International Airport), Santiago (Flughafen Santiago de Chile, Hub), Temuco (La Araucanía International Airport), Punta Arenas (Carlos Ibáñez del Campo International Airport|), Iquique (Diego Aracena International Airport), alle in Chile gelegen, und Lima (Jorge Chávez International Airport) in Peru.
Stand 2022 verkehrt die Fluggesellschaft zu insgesamt 42 Flughäfen in Chile, Argentinien, Brasilien, Kolumbien und Peru.

## Flotte

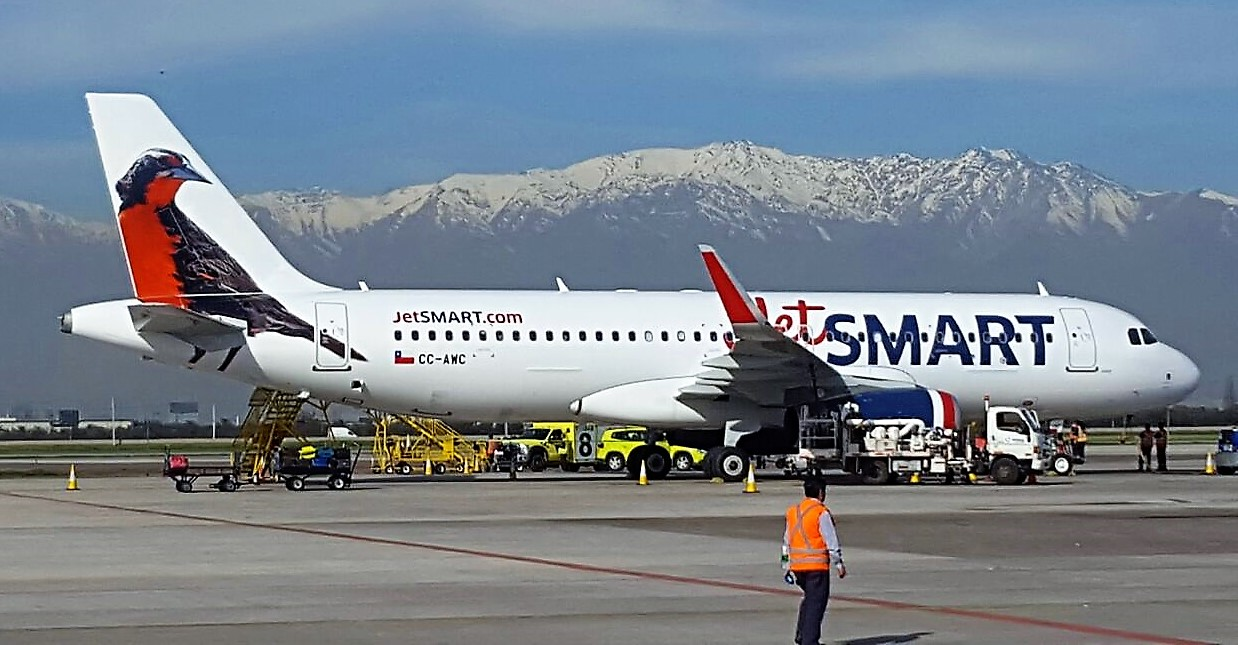
Ein JetSmart Airbus A320 am Flughafen Santiago de Chile

Mit Stand April 2025 besteht die Flotte der JetSmart aus 43 Flugzeugen mit einem Durchschnittsalter von 3,4 Jahren:
| Flugzeugtyp     | Anzahl | Bestellt | Anmerkungen                                                                   | Sitzplätze | Durchschnittsalter |
| --------------- | ------ | -------- | ----------------------------------------------------------------------------- | ---------- | ------------------ |
| Airbus A320-200 | 11     |          | mit Sharklets ausgestattet; einer inaktiv; durch JetSmart Argentina betrieben | 186        | 7,0 Jahre          |
| Airbus A320neo  | 23     | 13       | einer durch JetSmart Argentina betrieben                                      | 186        | 2,3 Jahre          |
| Airbus A321neo  | 09     | 42       | drei inaktiv                                                                  | 240        | 1,7 Jahre          |
| Airbus A321XLR  |        | 14       |                                                                               | - offen -  |                    |
| Total           | 43     | 69       |                                                                               |            | 3,4 Jahre          |

### Bestellungen
Im November 2021 gab Airbus bekannt, das US-Unternehmen Indigo Partners habe 255 Flugzeuge des Typs Airbus A321 bestellt. Davon solle JetSmart 23 Maschinen erhalten. Der Beginn der Auslieferung sei für das Jahr 2025 geplant.